# Mala Zimetbaum
Malka Zimetbaum, también conocida como "Mala" Zimetbaum o "Mala la belga" (26 de enero de 1918 - 15 de septiembre de 1944), fue una mujer belga de ascendencia judía polaca, conocida por su fuga del campo de concentración de Auschwitz-Birkenau. También es recordada por sus actos para salvar vidas a favor de otros prisioneros durante su cautiverio en Auschwitz y por la resistencia que mostró en su ejecución después de ser recapturada, cuando intentó suicidarse con una cuchilla antes de que los guardias pudieran ejecutarla. Abofeteó al Hauptscharführer Otto Moll, que intentó detener su suicidio, antes de finalmente ser asesinada. Otto Moll solicitó "quemarla viva en la hoguera". Fue la primera mujer que escapó de Auschwitz.

## Primeros años y deportación
Mala Zimetbaum nació en Brzesko, Polonia, en 1918. Sus padres fueron Pinhas y Chaya Zimetbaum y era la menor de cinco hermanos. En 1928, a los diez años, se mudó con su familia a Amberes, Bélgica. Siendo niña, en la escuela destacó en matemáticas y hablaba con fluidez varios idiomas. Después de que su padre quedara ciego, dejó la escuela para trabajar en una fábrica de diamantes.
Fue capturada por los alemanes, con 24 años, el 22 de julio de 1942 o arrestada durante la 3ª incursión en Amberes entre el 11 y 12 de septiembre de 1942. Primero fue enviada al campo de tránsito de Malinas (Bélgica), al sammellager de Dossin Barracks. Posteriormente, el 15 de septiembre de 1942, fue subida al Transporte 10 con destino al campo de concentración de Auschwitz, donde llegó dos días más tarde. Después de la selección inicial fue enviada al campo de mujeres de Birkenau con el número de presa 19880.

## Vida en el campo

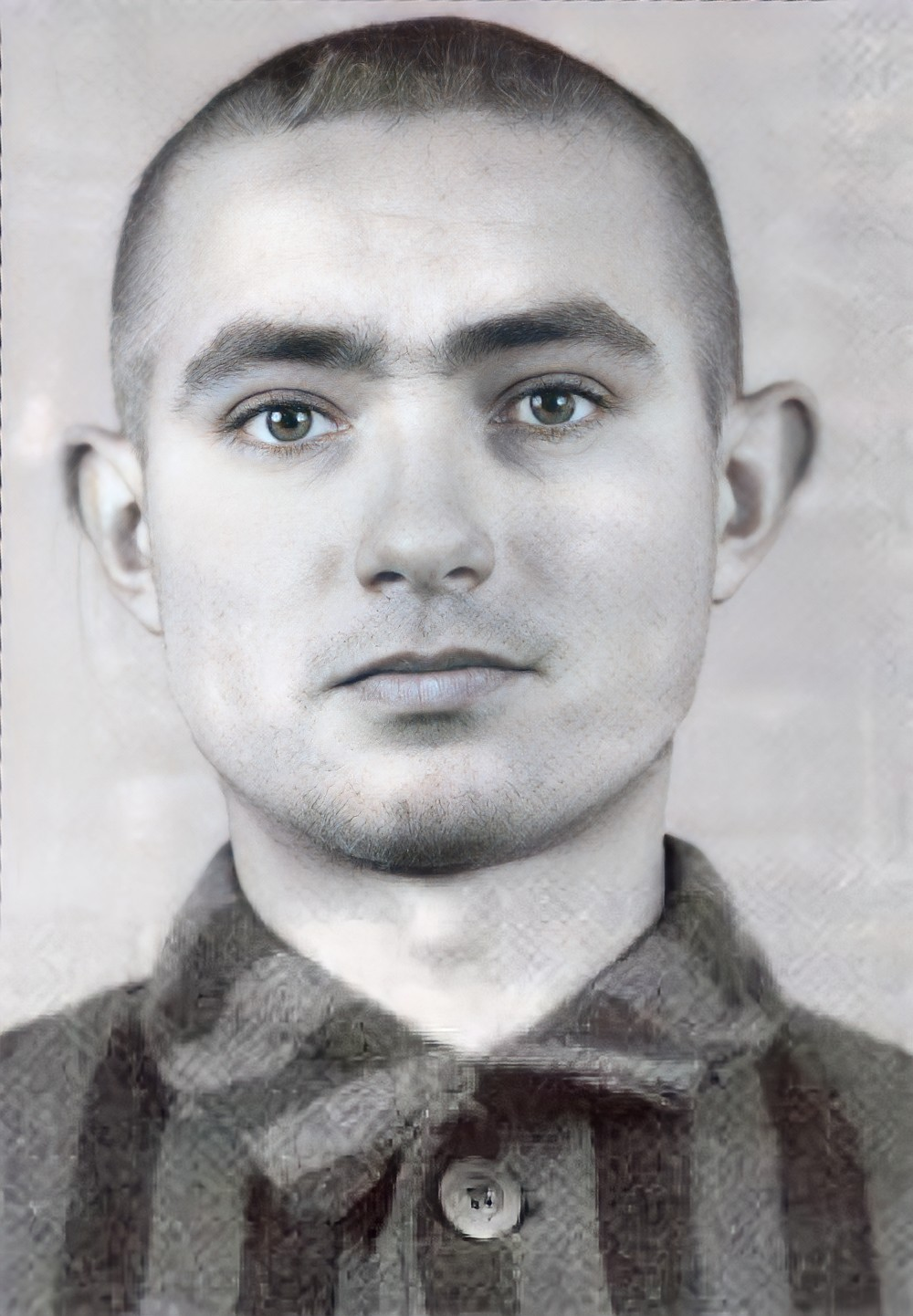
Edward "Edek" Galiński.

Zimetbaum pasó casi dos años en Auschwitz-Birkenau. Debido a su dominio de los idiomas (holandés, francés, alemán, italiano, inglés y polaco) se le asignó trabajo como intérprete y mensajera (lauferin) de Franz Hössler.  Algunas fuentes afirman que también hablaba con fluidez el yídish. En su libro Los ahogados y los salvados, Primo Levi, sobreviviente de Auschwitz, dijo: "En Birkenau actuó como intérprete y mensajera y, como tal, disfrutaba de cierta libertad de movimiento".
Aunque tenía una posición relativamente privilegiada dentro del campo, Zimetbaum desempeñó un papel activo en la clandestinidad y resistencia del campo y se dedicó a ayudar a otras presas. Levi dijo que Zimetbaum "era generosa y valiente; había ayudado a muchas de sus compañeras y era amada por todas". Intercedió para que las presas fueran enviadas a trabajos más fáciles cuando sospechaba que no estaban capacitadas para trabajos más duros. También advirtió a las presas sobre las próximas selecciones en la enfermería, animándolas a salir de la misma para salvar sus vidas. Sacó a escondidas de los archivos fotografías requisadas que los familiares habían enviado, y las entregó a las reclusas, ya que no se les permitía tenerlas en el campo. Zimetbaum también consiguió alimentos y medicinas para las personas necesitadas. Algunas fuentes informan que fue amiga de la ginecóloga Gisella Perl, quien practicó numerosos abortos, salvando con ello de las manos de Josef Mengele y por tanto la vida de cientos de mujeres encinta.
Zimetbaum tenía un amante polaco no judío en Auschwitz, Edward "Edek" Galiński, nacido el 5 de octubre de 1923. Fue uno de los primeros presos en ser trasladado a Auschwitz, donde llegó en junio de 1940 desde la prisión de Tarnów (Polonia) como preso político.  En Auschwitz recibió el número 531 del campo de muy baja categoría, siendo por tanto de los más antiguos. 

## Fuga fallida de Auschwitz-Birkenau

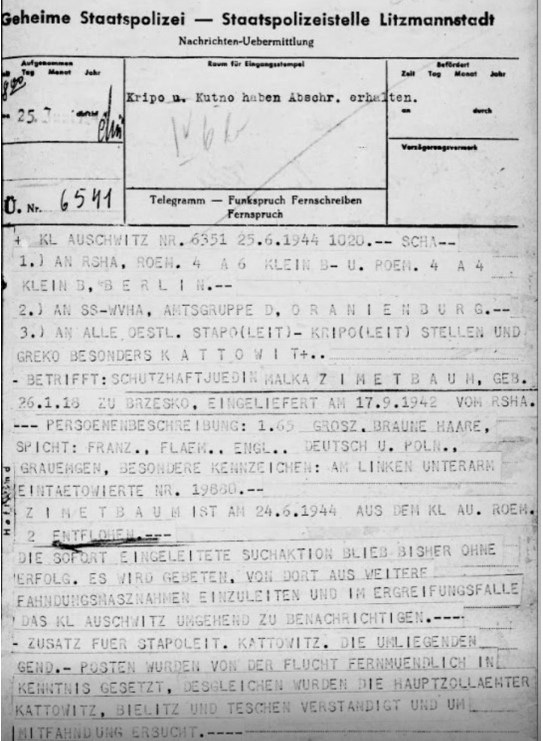
Orden de arresto.

Galiński inicialmente planeó escapar del campo con su amigo Wiesław Kielar (número 290), un sobreviviente de Auschwitz y autor del libro autobiográfico Anus Mundi: 5 años en Auschwitz. Galinski había trabajado como mecánico antes de ser capturado, trabajo que lo puso en contacto con los civiles que trabajaban en el campo (en especial Antoni Szymlak, residente en Kozy, Polonia) y con la prisión de mujeres donde conoció a Zimetbaum. Galiński contó a Kielar su idea de incorporar a Malka en la fuga, lo que contribuyó al desistimiento de este, ya que el plan estaba preparado solo para dos personas. Galiński prometió que encontraría una manera de enviar el uniforme de regreso a Kielar para su posterior fuga.
Levi dijo: "En el verano de 1944 [Zimetbaum] decidió escapar con Edek, un prisionero político polaco. No sólo quería reconquistar su propia libertad; también planeaba documentar la masacre diaria en Birkenau". Zimetbaum quería escapar para poder informar a los aliados de lo que estaba pasando en Auschwitz y así salvar vidas. Algunas fuentes dicen que era la jefa de un grupo de resistencia. La fuga estaba prevista para el sábado 24 de junio de 1944, ya que la guardia sería más ligera debido al fin de semana. En la fecha prevista, la pareja logró escapar a un pueblo cercano (Kozy, Polonia) a casa del civil Antoni Szymlak, quien vivía con su hija y dos nietos. Galiński utilizó un uniforme de las SS obtenido del Kommandoführer SS-Rottenführer, Edward Lubusch; Zimetbaum obtuvo un pase (ausweiss) de las SS en blanco (sin foto) y se vistió con un mono azul de prisionera a la que él supuestamente conducía a su lugar de trabajo. Para pasar los controles, transportó un lavabo en la cabeza que cubriera su rostro para no ser identificada al pasar por el control externo. El guardia del control externo no solicitó el pase, por lo que pudieron pasar sin mayores problemas. Fueron capturados apenas dos semanas después, el 6 de julio de 1944, en las montañas Żywiec Beskids, en la frontera con Eslovaquia.  Galiński se había escondido cerca cuando Zimetbaum entró en una tienda para intentar comprar pan con oro dental que ella y Galiński habían robado del campo. Una patrulla fronteriza alemana que pasaba sospechó y arrestó a Zimetbaum. Galiński, observando desde lejos cómo arrestaban a Zimetbaum, se entregó a la patrulla alemana, ya que habían prometido no separarse.

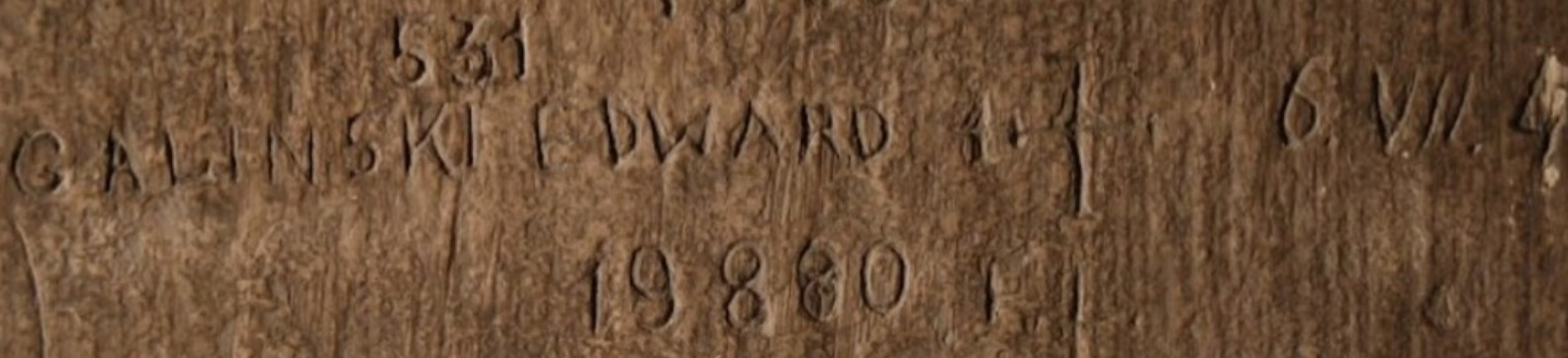
Grabado en la celda de Edek Galinski.

Zimetbaum y Galiński fueron llevados al Bloque 11 de Auschwitz I, "una cárcel dentro de la cárcel" o cuartel de castigo, donde los colocaron en celdas separadas. Galiński grabó, con un clavo recogido del suelo, su nombre y el de Zimetbaum y los números de los campos en la pared de la celda. Un guardia amistoso les pasó notas a través de un agujero en la pared entre la celda en la que se encontraban, que les permitió mantener el contacto. A veces, Galiński y Zimetbaum se silbaban por el pasillo. Cuando estaba afuera para hacer ejercicio, Galiński se paraba cerca de la ventana que pensaba que era la ventana de la celda de Zimetbaum y cantaba un aria italiana.

## Ejecución
Galiński y Zimetbaum fueron trasladados a Birkenau el 15 de septiembre de 1944. Fueron llevados a la horca, para ser ejecutados públicamente al mismo tiempo, delante del resto de presos, en los campos de hombres y mujeres respectivamente. 
Mientras se leía su veredicto de muerte, Galiński saltó a la soga dando una patada al taburete que lo sostenía, pero los guardias lo devolvieron a la plataforma. Galiński gritó entonces algo como "¡Viva Polonia!". Una persona dijo a todos los demás prisioneros que se quitaran el sombrero por respeto a Galiński y todos lo hicieron.
Mientras tanto, Levi y Raya Kagan, superviviente de Auschwitz, informaron que Zimetbaum había cogido una hoja de afeitar y, al pie de la horca, se habría cortado la arteria de una de sus muñecas.  La hoja de afeitar se la facilitaron para cortarse un mechón de pelo cada uno, como última voluntad, y entregarlos a Wiesław Kielar, para que, una vez finalizada la guerra, fueran entregadas al padre de alguno de ellos. Pero ambos desconocían que el padre de Malka falleció al llegar a Auschwitz, mientras que el de Galiński fue fusilado. Malka la rompió por la mitad antes de devolverla. Los relatos varían en cuanto a lo que sucedió después. Algunas personas informaron que ella dijo que pronto serían liberadas. Otros afirmaron que ella gritó a las prisioneras reunidas que se rebelaran, que valía la pena arriesgar su vida y que si morían en el intento era mejor que la situación en la que se encontraban ahora en el campo. Levi dijo que un guardia de las SS intentó arrebatarle el trozo de hoja de afeitar. Levi y Kagan presenciaron cómo Zimetbaum abofeteaba al guardia con su mano ensangrentada.  Kagan informó que Zimetbaum le gritó al guardia Otto Moll: "¡Moriré como una heroína, pero tú morirás como un perro!". Levi dijo: "Enfurecidos, otros guardias vinieron inmediatamente corriendo: ¡un prisionero, una judía, una mujer, se había atrevido a desafiarlos!"  Otros informaron que el guardia de las SS la agarró del brazo y se lo rompió. Entonces el personal del campamento saltó sobre ella, la tiró al suelo y le cerró la boca con cinta adhesiva.
Maria Mandl, SS-Lagerführerin, dijo que había llegado una orden de Berlín de quemar viva a Zimetbaum en el crematorio, probablemente a petición de Otto Moll. La pusieron en una carretilla y seleccionaron a varias prisioneras del frente del grupo de espectadores para llevarla a la enfermería del campo cercano. Zimetbaum dijo débilmente a las prisioneras reunidas: "El día del juicio final está cerca". De camino al crematorio, Malka les dijo a las presas que tiraban de la carretilla en la que iba, que sabía que podría haber sobrevivido dentro del campo, con los privilegios que poseía, pero que decidió no hacerlo porque quería seguir lo que creía.
Los relatos sobre su muerte difieren, ya que Zimetbaum fue llevada al hospital del campo para intentar frenar la hemorragia. Levi y otros testigos dijeron que ella murió mientras estaba en la carretilla, a causa de los cortes.  Otros informaron que un guardia se apiadó de ella y le disparó en la entrada del crematorio. Los prisioneros del Sonderkommando, encargados de incinerar los cadáveres y recoger las cenizas, habían sido informados de la llegada de Malka e hicieron preparativos especiales. Oraron y lloraron mientras quemaban sus restos. Las prisioneras que habían tirado de la carretilla regresaron al cuartel y contaron a otras prisioneras lo que habían presenciado. Algunas informaciones indican que Malka y Galiński fueron incinerados juntos.
A pesar de las diferencias entre las versiones de lo que ocurrió en las ejecuciones públicas, todos los testimonios de primera mano y las autobiografías coincidieron en su descripción de Zimetbaum como una mujer judía valiente que se mantuvo imperturbable ante la vida en el campo y ayudó a otros prisioneros.

## Testimonios
Los primeros relatos registrados de la historia de Malka Zimetbaum se pueden encontrar en dos audio-entrevistas recopiladas por el psicólogo letón-estadounidense David Boder, quien registró más de cien testimonios de sobrevivientes del Holocausto en 1946. El 7 de agosto de 1946, Boder entrevistó a las supervivientes Edith Serras y Henja Frydman en un campo de personas desplazadas en París, y ambas informaron, de forma independiente, sobre las acciones de la mujer que sólo conocían como Malka de Bélgica. Frydman le dio crédito a Zimetbaum por salvarle la vida al borrar el número de su tatuaje de una lista de ejecución, y Serras recordó a Zimetbaum por salvar a muchas otras mujeres borrando sus números de las listas de condenados y organizando comida extra para ellas. También contribuyó en la consecución de fármacos para el hospital del campo.
La información sobre Zimetbaum se puso a disposición del público en general con el testimonio oficial de Kagan, pronunciado el 8 de junio de 1961, durante la sesión 70 del juicio de Adolf Eichmann en Jerusalén.
Después de la Segunda Guerra Mundial, poco se sabe de los miembros supervivientes de la familia Zimetbaum Hartman. Los hermanos de Zimetbaum, Gitla, Marjem y Salomon Rubin, sobrevivieron al Holocausto nazi. También se sabe que Gitla emigró y murió en Guayaquil, Ecuador, y que todos sus descendientes directos conocen el legado de Zimetbaum.

### Mala, La música del viento
En enero de 2002, se estrenó en el Teatro Pallas de Atenas, Grecia, un musical basado en la vida de Malka Zimetbaum, titulado Mala, La música del viento, protagonizado por la cantante pop griega Anna Vissi. Fue escrito por Nikos Karvelas. Posteriormente se lanzaron en CD un sencillo y la banda sonora completa de 27 canciones.

### La última etapa
The Last Stage es un largometraje de 1945 ambientado en el campo de concentración de Auschwitz, dirigido y coescrito por Wanda Jakubowska. El personaje principal, Marta Weiss, está basado en la historia real de Malka Zimetbaum. Setenta y dos años después de su primera exhibición en Polonia, se proyectó como parte de los eventos del Instituto Polaco Archivado el 15 de septiembre de 2019 en Wayback Machine. israelí en Tel Aviv y el Instituto Adam Mickiewicz en Polonia. En 2019 se publicó una reseña  de la película en el periódico Haaretz.